# Nkoranza
Nkoranza ist eine Stadt in Ghana. Sie ist die Distrikt-Hauptstadt des Nkoranza Districts in der Bono East Region. Die Stadt liegt am Tanpfi, einem Nebenfluss des Pru.
Einer der kulturellen Höhepunkte ist das jährlich gefeierte Apoo-Festival.

## Bevölkerung
Bei der Volkszählung im Jahre 2000 wurden 21.715 Einwohner gezählt. 1960 waren es erst 6250.

## Infrastruktur
Mit dem St. Theresa’s Hospital verfügt Nkoranza über ein Krankenhaus mit 90 Betten, Operationssaal, Röntgen- und Ultraschallgeräten und einem Labor.